# Así no te amará jamás
«Así no te amará jamás» es el primer sencillo del séptimo álbum de estudio Reina, esclava o mujer de la cantante mexicana Myriam fue publicado el 13 de mayo de 2014 mediante la plataforma digital iTunes, en la cual llegó al primer lugar nacional. Esta canción es una versión de la cantante argentinomexicana Amanda Miguel.

## Lanzamiento
El regreso musical y discográfico de Myriam viene plasmado con el lanzamiento digital de su nuevo sencillo, una versión de la cantante Amanda Miguel. Así No Te Amará Jamás fue anunciado en la presentación del disco en el Lunario del Auditorio Nacional el 26 de abril de 2014. La primera semana de mayo, mediante su cuenta oficial de Twitter, Myriam anunció el lanzamiento oficial de su primer sencillo desde 2012. El sencillo debutó en primer lugar en descargas digitales de una conocida tienda de descargas.

## Promoción
La promoción de este sencillo comenzó con la presentación en el Lunario, posteriormente mediante las redes sociales se fue difundiendo. Después de presentarla en vivo no fue hasta su coronación como Gran Mariscal de la comunidad LGBT de Monterrey   que la interpretó nuevamente. La fuerte promoción comenzó hasta el lanzamiento del álbum en donde se presentó a diversos festivales de radio y firmas de autógrafos.

## Video
El video de Así No Te Amará Jamás fue publicado el 19 de mayo de 2014 en el nuevo canal de Vevo de Myriam. El video fue grabado en un set en la Ciudad de México, en él se observa a la cantante con cabello rojiso como cuando se dio a conocer en 2002. En este set se observan 6 lámparas con tripié viendo hacia la cámara y al centro la cantante. En cuanto al vestuario aparece con un pantalón de piel negro y ajustado, una blusa negra sin mangas, una chaqueta roja y collares pleteados así como zapatillas negras.